# Cantonul Béziers-2
Cantonul Béziers-2 este un canton din arondismentul Béziers, departamentul Hérault, regiunea Languedoc-Roussillon, Franța.

## Comune
- Bassan
- Béziers (parțial, reședință)
- Boujan-sur-Libron
- Cers
- Lieuran-lès-Béziers
- Portiragnes
- Villeneuve-lès-Béziers